# Isabel García Adánez

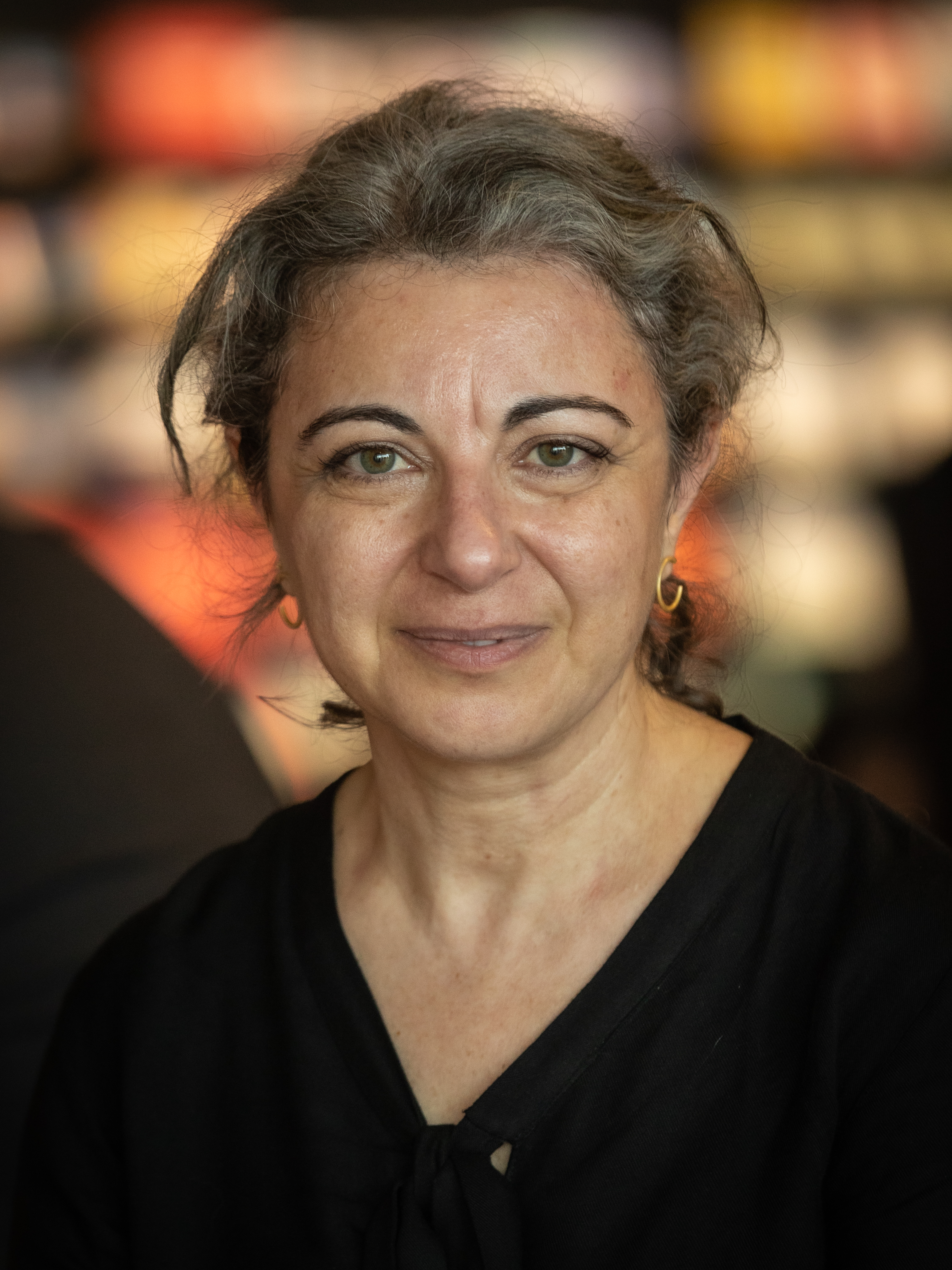
Isabel García Adánez (2022)

Isabel García Adánez (* 9. September 1972 in Madrid) ist eine spanische Übersetzerin für deutschsprachige Literatur und Hochschullehrerin.

## Biografie
Nach einem Studium der Germanistik und Hispanistik wurde Isabel García Adánez in Germanistik promoviert. Zudem erwarb sie ein Diplom in Klavier und Musiktheorie.
Von 2002 bis 2008 war García Adánez Dozentin für deutsche Sprache und Literatur an der Universität von Alcalá (UAH). Im Wintersemester 2008/2009 hatte sie eine Gastprofessur am Institut für Romanistik an der Universität Münster inne. 2009 folgte sie einem Ruf als Professorin für Germanistik an die Universität Complutense in Madrid. Dort wirkt sie auch als Leiterin der Abteilung für Germanistik und Slawistik.
García Adánez übersetzt zumeist Essays und Literatur aus dem Deutschen ins Spanische, aber auch Theaterstücke und audiovisuelle Produktionen. Unter anderem übertrug sie Werke von Heinrich Heine, Thomas Mann, Arthur Schnitzler, Stefan Zweig und Bernd Feuchtner ins Spanische. Eine Auswahl von Kurzgeschichten Robert Walsers wurde 2021 unter dem Titel Berlín y el artista veröffentlicht. Zu den von ihr übersetzten Filmdrehbüchern zählen beispielsweise Good Bye Lenin! oder Das Testament des Dr. Mabuse.
Seit 2014 vertritt sie das Gremium der Übersetzer im Vorstand von CEDRO (Centro Español de Derechos Reprográficos), der spanischen Verwertungsgesellschaft für Urheberrechte von Autoren und Verlegern.
Anlässlich des Schwerpunkts „Conexión Alemania-España. Hacia Frankfurt“ im Festival EÑE 2020 nahm García Adánez an einer Online-Diskussion über das Thema „Scherz, Satire, Dystopie und tiefere Bedeutung“ mit den Autoren Marc-Uwe Kling und Niklas Maak teil. Im Rahmen der Veranstaltungen zum Gastland Spanien bei der Frankfurter Buchmesse 2022 wirkte sie als Moderatorin zu den Themen „Wikipedia und academia“, „Die Vergangenheit als Fiktion“ sowie zur „Zukunft der Literaturübersetzung in Europa“.

## Auszeichnungen
- Esther-Benítez-Preis 2006 für die beste Übersetzung: Der Zauberberg von Thomas Mann
- Nationaler Übersetzerpreis Spaniens 2020 für die beste Übersetzung: Immer derselbe Schnee und immer derselbe Onkel von Herta Müller